# 克里斯多福·拉金
克里斯多福·拉金（英語：Christopher Larkin，1987年10月2日—）是一位韓裔美國男演員、音樂家，代表作是在CW電視網電視劇《地球百子》飾演「蒙蒂·格林」（Monty Green）一角。

## 經歷
拉金生於韓國東南部城市大邱，4個月大時被伊蓮·拉金（Elaine Larkin）與彼得·拉金（Peter Larkin）夫婦收養，在美國康乃狄克州希伯倫長大。拉金成長過程中深受愛爾蘭裔養父文化影響，青年時便成為優異的愛爾蘭舞者，還曾說：「想成為《大河之舞》首位亞裔美國人主角。」戲劇方面，他從中學開始練習，並於2000年電影《躍動火鶴》中首次擔綱主角。音樂方面，則是在養祖父送他吉他後開始練習。
2005年，拉金自RHAM高中及大哈特福藝術學院畢業，並於紐約市的福坦莫大學林肯中心校區讀書。大二時，拉金獲得外百老匯首次演出機會，大四時前往芝加哥，在荒原狼劇院公司製作的《海邊的卡夫卡》改編電影中擔綱主角。拉金於2009年獲得戲劇學位，2012年時搬到洛杉磯，期盼獲得更多演出機會。

## 職業生涯

### 音樂
2011年，拉金與朋友韋德·阿蘭-馬庫斯（法語：Wade Allain-Marcus）組成樂團，並發行一張錄音室專輯。日後拉金參與演出《地球百子》時，該劇第二季第六集便以該專輯的〈懺悔〉（Confession）曲目作為配樂；該曲也獲得2012年紅牛聲場比賽（英語：Red Bull Soundstage Competition）首獎，並列入電影《我們拍的電影》（We Made This Movie）原聲帶中。
之後，拉金改以藝名發表音樂作品，並在2015年9月29日發表首張個人專輯《今日新聞》（英語：The News Today）。拉金的第二張專輯《有史以來最快樂的專輯》（The Happiest Album Ever Made）於2017年11月13日發行，其中〈朱利安〉（Julien）與〈灰色藍調〉（Grey Blues）以單曲方式提早發布，並為〈灰色藍調〉製作MV。拉金的第三張專輯《傑恩·施梅恩》於2021年5月4日發行，〈一遍又一遍〉（Round and Round）、〈跟隨〉（Theo）、〈只是傻瓜〉（Only a Fool）以單曲方式提前發布，並配有MV。

### 表演

#### 電影
| 年份   | 劇名         | 角色                    |
| ------ | ------------ | ----------------------- |
| 2001年 | 躍動火鶴     | Abraham Jacob Lee       |
| 2005年 | 帶糖的陌生人 | Kim（未列入演職人員表） |
| 2006年 | 泳池嬌娃     | Cashier                 |

#### 舞台劇
| 首演日期       | 劇名                                         | 角色         |
| -------------- | -------------------------------------------- | ------------ |
| 2007年5月3日   | Back From The Front                          | Robbi Walker |
| 2007年10月12日 | Always Family                                | Stanford     |
| 2008年9月18日  | Kafka on the Shore                           | Kafka        |
| 2010年8月18日  | When Last We Flew                            | Ian          |
| 2010年10月28日 | Futura                                       | Gash         |
| 2011年11月15日 | The Sugar House at the End of the Wilderness | Han          |
| 2014年3月17日  | Fast Company                                 | Francis      |
| 2015年3月      | Oblivion                                     | Bernard      |
| 2019年5月22日  | Nomad Motel                                  | Mason        |

#### 電視劇
| 年份           | 劇名         | 角色                    | 備註                                          |
| -------------- | ------------ | ----------------------- | --------------------------------------------- |
| 2008年         | 只此一生     | Dan                     | 集數："Gift Horse"                            |
| 2012年         | 85小隊       | Bobby                   | 6集                                           |
| 2013年         | 新飛越比佛利 | Kent                    | 集數："#realness"                             |
| 2013年         | 囧女珍娜     | Neutral Party           | 集數："Karmic Relief"                         |
| 2014年至2019年 | 地球百子     | 蒙蒂·格林               | 常設：第1季至第5季；客串：第6季；共演出53集   |
| 2016年         | Kingdom Geek | 他自己                  | 集數：克里斯多福·拉金                         |
| 2018年         | GeekRockTV   | 他自己                  | 集數："WonderCon Anaheim 2018 – (Highlights)" |
| 2019年         | 城市故事     | Jonathan "Raven" Winter | 7集                                           |

## 外部連結
- 官方网站（英文）
- 克里斯多福·拉金在互联网电影资料库（IMDb）上的資料（英文）